# Madicken på Junibacken
Madicken på Junibacken is een Zweedse familiefilm uit 1980. Het is gebaseerd op Astrid Lindgrens boeken over Madicken en geregisseerd door Göran Graffman.

## Verhaal
Het meisje Margareta "Madicken" Engström woont samen met haar moeder Kajsa, vader Jonas, zusje Lisabet en het dienstmeisje Alva op de boerderij Junibacken in een klein stadje in Midden-Zweden. Het verhaal speelt zich af in 1916 en dus midden in de Eerste Wereldoorlog.
Madicken begint te zeggen dat er een nieuwe jongen naar haar schoolklas is gekomen genaamd Rikard die ongepaste liedjes leert, gummen eet en overschoenen als boten gebruikt, terwijl het eigenlijk een leugen is; ze heeft die dingen zelf gedaan.
Op de verjaardag van moeder Kajsa heeft de familie Engström een picknick, die echter verandert in een onverwacht avontuur door een kudde stieren die hen achtervolgen en de familie wordt gedwongen in bomen te klimmen om te schuilen. 
Op een andere dag komt Madicken blij thuis van school omdat haar schoolklas over twee dagen een uitje heeft; ze gaan met de trein en lunchen op een berg. Lisabet kan niet mee en is dus verdrietig. Madicken neemt Lisabet mee op een uitje dicht bij huis; op het dak van de houthandel waar ze naar het uitzicht kunnen kijken. Daar eten ze de lunch die Alva voor hen heeft klaargemaakt. Abbe heeft gepraat over hoe hij met behulp van paraplu's uit vliegtuigen kan springen en Madicken wil het uitproberen, dus leent ze de paraplu van de vader en springt ze van het dak van de houtschuur. Ze kreeg een hersenschudding en ze moet het schooluitje missen omdat ze drie dagen lang het rustig aan moet doen. Op de eerste dag terug op school na het herstel komt ze erachter dat de juf ook een hersenschudding heeft opgelopen, en toen werd het uitstapje uitgesteld en kon ze tóch mee. 
Op een dag stopt Lisabet een erwt in haar neus. Ze heeft hem er zo diep ingeduwd dat ze naar dokter Berglund moesten. Onderweg ontmoeten Madicken en Lisabet Madicken's klasgenoot Mia, de aartsvijand van Madicken. Het gevecht barst los en dan is het Madicken die dokter Berglund moet bezoeken met haar bloedneus. 
In het naburige huis "Lugnet" van de Junibacken woont de arme familie Nilsson, waaronder een werkloze en alcoholische oom, tante Emma en de tiener Abbe. Madicken is verliefd op Abbe, ook al is Abbe veel ouder. Abbe vertelt Madicken dat hij geesten kan zien en ze besluiten dat ze op een avond in de boerderij zullen komen om erachter te komen of Madicken ook spoken kan zien.

## Over de film
Madicken på Junibacken is de tweede en laatste Madicken-film in de serie. Du är inte klok, Madicken ging het jaar ervoor in première.
De filmopname vond plaats op de boerderij Järsta (die Junibacken vertegenwoordigde) een paar kilometer verderop van Vattholma in de gemeente Uppsala. De stadstaferelen zijn gefilmd in Söderköping. De scènes met de spoorlijn zijn opgenomen op station Uppsala-Lenna.
De film ging in première op 18 oktober 1980 in Stockholm, Göteborg en Malmö.

## Rolverdeling
- Jonna Liljendahl - Madicken
- Liv Alsterlund - Lisabet
- Monica Nordquist - moeder
- Björn Granath - vader
- Lis Nilheim - Alva
- Sebastian Håkansson - Abbe Nilsson
- Allan Edwall - oom Nilsson
- Birgitta Andersson - tante Nilsson
- Sif Ruud - Linus-Ida
- Fillie Lyckow - juf
- Björn Gustafson - dokter Berglund
- Ted Åström - geliefde

## Afleveringen tv-serie
1. Sommardag på Junibacken
2. Madicken flyger och far
3. Fru Nilsson får tillbaka sin kropp (niet mee in de film)
4. Spöket i brygghuset
5. Junibackens jul (niet mee in de film)
6. Lisabet pillar in en ärta i näsan

## Video
De film werd in 1991 uitgebracht op VHS en in 1998 op dvd.